# Golda Madden
Golda Madden (17 de julio de 1886 – 29 de octubre de 1960) fue una actriz estadounidense activa durante la era del cine mudo en Hollywood.

## Biografía
Madden nació en Red Cloud, Nebraska, en 1886. Fue la primera prima del actor/director Harold Lloyd por parte materna. Comenzó a aparecer en obras de teatro en Chicago a principios de la década de 1910 y firmó con Keystone de Mack Sennett en 1916. Se retiró de la actuación a principios de la década de 1920 y luego empezó a disfrutar una vida rica social, sirviendo como presidenta del Velada Club, un grupo de mujeres, en Hollywood. También se desempeñó como directora de producción del Little Theatre de Beverly Hills en la década de 1930.

## Filmografía seleccionada
- The Marshal of Moneymint (1922)
- The Branded Four (1920)
- The Mother of His Children (1920)
- The Woman in Room 13 (1920)
- Lombardi, Ltd. (1919)
- The Girl of My Dreams (1918)
- Let's Go (1918)
- A Gasoline Wedding (1918)
- Beat It (1918)
- Jilted Janet (1918)
- The Lamb (1918)
- We Never Sleep (1917)
- Flying Colors (1917)
- Over the Fence (1917)
- Fires of Rebellion (1917)
- Lonesome Luke's Lively Life (1917)
- The Return of John Boston (1916)[10]